# Черният Орфей
„Черният Орфей“ (на португалски: Orfeu Negro) е филм от 1959 г., заснет в Бразилия от френския режисьор Марсел Камю с участието на Марпеса Дон и Брену Мелу. Създаден е на основата на пиесата на Винисиус ди Морайс Orfeu da Conceição, която е адаптация на древногръцката легенда за Орфей и Евридика, представена в контекста на фавела в Рио де Жанейро по време на карнавала в края на 50-те години на XX век. Филмът е международна копродукция на филмови компании от Бразилия, Франция и Италия.
„Черният Орфей“ се отличава с изключителен саундтрак, дело на двама бразилски композитори – Антониу Карлус Жобим и Луиз Бонфа. Песните са изпълнени от образа на Орфей, дублиран от певеца Агостино Дос Сантос.
По-голямата част от филма е заснета във фавелата Моро да Бабилония в квартала на Рио де Жанейро Леме.

## Сюжет
Внимание:  Текстът по-долу разкрива сюжета на произведението (или части от него)!
Бял гръцки барелеф „експлодира“ в картина, в която тъмнокож мъж танцува самба под звуците на барабаните във фавелата. Току-що пристигналата в Рио де Жанейро Евридика (Марпеса Дон) се качва на трамвай, в който кондуктор е Орфей (Брену Мелу). Не познавайки града, тя остава в трамвая до последната му спирка. Там Орфей я запознава с охранителя на депото Хермес (Алешандр, Константин,), който я насочва как да намери адреса на своята кръстница Серафина (Леа Гарсия).
Сгоденият за Мира (Лурдис ди Оливейра) Орфей не е особено очарован от мисълта за предстоящата сватба. Двамата отиват да сключат предбрачен договор. Когато чиновникът в съда разбира името му, започва да се шегува, дали Мира не се казва Евридика. След шегите Мира е готова да вземе брачните халки, но Орфей няма пари да ги плати. Той е похарчил спестяванията са, за да купи китара за предстоящия карнавал. Мира заема пари на Орфей, за да може той да купи пръстените.
Прибирайки се вкъщи, Орфей с удивление открива, че Евридика и Серафина са му съседки. Евридика е пристигнала в Рио де Жанейро, за да се скрие от странен мъж, за когото вярва, че иска да я убие. Мъжът, преоблечен в маскараден костюм, имитиращ Смъртта, все пак я открива. Орфей обаче успява да го задържи далече от нея. Орфей и Евридика се влюбват по време на съвместното си бягство, съответно от Мира и Смъртта. Когато се появява приятелят на Серафина, морякът Чико (Валдемар ди Соуза), Орфей предлага на Евридика да се пренесе в неговия дом.
Орфей, Мира и Серафина са членове на една от школите по самба, които участват в карнавала. За да може да прекара повече време със своя приятел, Серафина дава карнавалния си костюм на Евридика. По време на фиестата само Орфей разпознава Евридика и танцува повече с нея, отколкото с Мира.
Все пак Мира разбира, че в костюма на Серафина се крие нейната съперница. Бягайки от надвисналата двойна опасност, Евридика се скрива в трамвайното депо. Опитвайки се да се спаси от дебнещата смърт, тя пробва да се измъкне по жиците. Пристигналият да я търси Орфей включва напрежението и неволно я убива. Смъртта казва на Орфей „Сега тя е моя“.
На сутринта отчаяният Орфей търси Евридика в Агенцията за изчезнали хора, макар Хермес да му е казал, че тя е мъртва. Там открива само портиера, който му казва, че през нощта не е имало никой в сградата. Виждайки мъката на Орфей, портиерът го отвежда в подземието по голяма вита стълба, реплика на спускането на древногръцкия герой в подземния свят, за да стане част от макумба ритуал, регионална форма на афробразилската религия кандомбле.
На прага на подземието стои Цербер, триглавото куче на Хадес в гръцката митология. По време на ритуала портиерът казва на Орфей да започне да пее. Тогава духът на Евридика се вселява в тялото на възрастна жена и започва да разговаря с него. Орфей иска да я види, но Евридика го моли да не го прави, защото иначе ще я загуби завинаги. Той се обръща и започва да гледа настрани, но все пак вижда възрастната жена и изчезващият като в гръцкия мит дух на Евридика.
Измъквайки се от ритуала, Орфей отива в моргата и взима мъртвото тяло на Евридика. Пренася го през целия град на ръце и го качва на хълма над дома си, където смята да го изгори. Изпадналата в състояние на амок Мира го проследява, удря го в главата с камък и го бута от скалите. Така Орфей намира смъртта си.
Двете деца, които следват Орфей през целия филм, Бенедету (Жоржи Дус Сантус) и Зека (Аурину Касиану) вярват, че орфеевата китара кара слънцето да изгрява всяка сутрин. След смъртта на Орфей Бенедету разбира, че Зека му е взел китарата и свири, докато слънцето не изгрее. Зека свири, слънцето изгрява. Едно малко момиче се появява, дава на Зека цвете и трите деца започват да танцуват.

## В ролите
- Брену Мелу като Орфей
- Мапеса Дон като Евридика
- Марсел Камю като Ернесто
- Фаусту Гуерцони като Фаусто
- Лурдис ди Оливейра като Мира
- Леа Гарсия като Серафина
- Адемар да Силва като Смъртта
- Алешандру Константину като Хермес
- Валдемар ди Соуса като Чико
- Жоржи Дус Сантус като Бенедету
- Аурину Касиану като Зека

## Награди и номинации
- Златна палма на Кан (кинофестивал) през 1959 г.
- Второ място на Ню Йорк Филм Критикс Съркъл Ауърд за най-добър чуждоезичен филм през 1959 г.
- Оскар за най-добър чуждоезичен филм през 1960 г.
- Златен глобус за най-добър чуждестранен филм през 1960 г.
- Награда за най-добър чуждестранен филм на фестивала Сант Жорди.
- Номинация за най-добър филм за наградите БАФТА.